# Miloslav Topinka

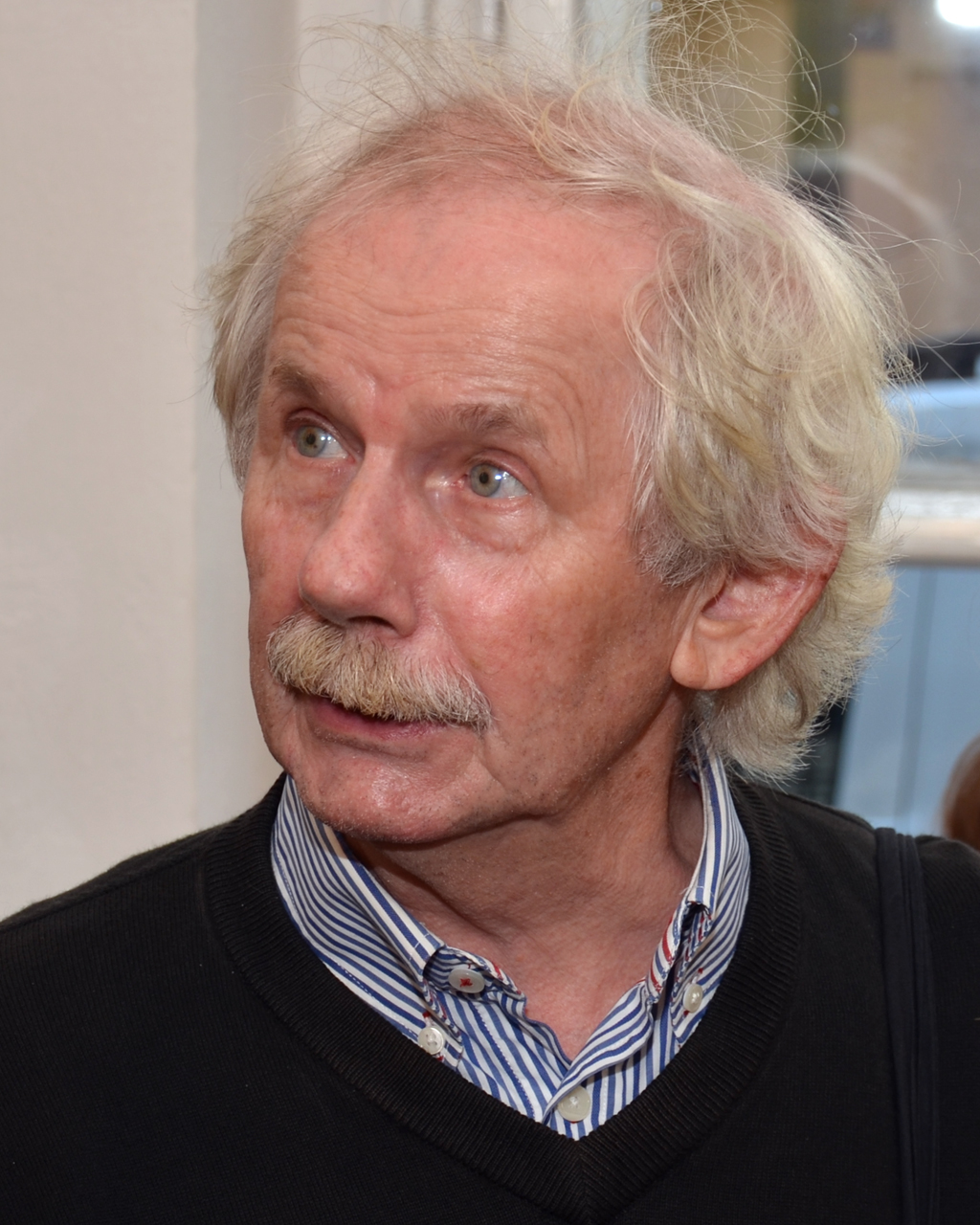
Miloslav Topinka (2018)

Miloslav Topinka (ur. 4 lipca 1945, Nový Etynk) – czeski poeta, eseista, krytyk literacki, krytyk sztuki i tłumacz.

## Elementy biograficzne
Ukończył studia psychologiczne na Uniwersytecie Karola w 1968, przez sześć semestrów studiował również historię literatury czeskiej. W 1968 brał udział w studenckiej ekspedycji (Expedition Lambaréné) do Afryki. W 1969 został redaktorem ważnego dla młodej czeskiej literatury miesięcznika Sešity pro literaturu v diskusi. Po zamknięciu pisma przez władze komunistyczne pracował jako psycholog i urzędnik. W latach 1980–1987 przebywał w Casablance, gdzie pracował w marokańskiej firmie handlowej. Po powrocie do Czechosłowacji był tłumaczem literatury technicznej. Mieszka w Pradze.

## Twórczość
Należy do pokolenia pisarzy debiutujących w okresie czeskiej liberalizacji lat sześćdziesiątych. Pierwszy wiersz ogłosił w 1965 w piśmie „Literární noviny”. Jego poezja ma charakter eksperymentalny, przejawia się w niej nieufność w stosunku do ideologii i języka. Interesuje go to, co nazywa „szczeliną” umożliwiającą przejście w inny wymiar.

## Publikacje
Poezja
- Utopír (Utopiór), 1969
- Krysí hnízdo (Szczurowisko), 1970, większość nakładu zniszczona, reedycja 1991
- Trhlina (Szczelina), 2002

Biografia
- Vedle mne jste všichni jenom básníci (W porównaniu ze mną wszyscy jesteście tylko poetami), 1995 – biografia Arthura Rimbauda.

Eseistyka
- Hadí kámen (Wężowy kamień), 2008

Editor
- Tom Vysoká hra poświęcony francuskiej gupie Le Grand Jeu(inne języki), 1993

Książki dla dzieci
- Kniha o Zemi (Książka o Ziemi), 1979
- Martin a hvězda (Martin i gwiazda), 1981
- To neznáte zvířátka (Nie wiecie nic o zwierzątkach), 1981

## Nagrody i wyróżnienia
Za tom Szczelina Topinka otrzymał prestiżową nagrodę Jaroslava Seiferta.

## Recepcja polska
W 1993 ukazał się tom Szczurowisko w tłumaczeniu Józefa Waczkowa.